# A rém (film)
A rém (eredeti cím: Monster) 2003-ban bemutatott amerikai film, amelyet Patty Jenkins rendezett. A film egy amerikai sorozatgyilkos nő, Aileen Wuornos élettörténete alapján készült. Wuornost Charlize Theron alakította, aki a szerep megformálásához nagyfokú átváltozáson ment keresztül, közel 15 kilót szedett fel. Alakításával számos díjat nyert, köztük a legjobb női főszereplőnek járó Oscar-díjat.
Wuornosnak nehéz és szörnyű gyermekkora volt, 13 évesen prostituáltként már teherbe esett. A film az 1989 és 1990 közötti 9 hónapot dolgozza fel, amikor Wuornos találkozik a leszbikus különc Selby Vall-lel (Christina Ricci) és a két nő között szerelem szövődik. A gyilkosságok sorozata akkor veszi kezdetét, amikor Aileen egyik vendégével elfajulnak a dolgok és a nő önvédelemből lelövi a férfit.

## Történet
A Daytona melegbárban találkozik a prostituált Aileen Wournos és a leszbikus különc, Selby Well. Selby beszélgetni akar, de Aileen (becenevén Lee) veszekedni kezd vele. Ám hamar összehaverkodnak, berúgnak, és együtt töltik az éjszakát. Kapcsolatuk egyre jobban előre halad, rövidesen szerelembe esnek. Szerelmüknek sok akadálya van. Selby szülei ellenzik lányuk leszbikus kapcsolatát a prostituálttal, Aileen pedig el van szegényedve, s csak nem rég jött rá, hogy a saját neméhez vonzódik.
Közben Aileent megerőszakolja és kegyetlenül összeveri egy Vincent Corey nevű férfi. Az áldozat azonban egy pisztolyt talál Corey autójában. Sikerül kiszabadítania magát, és bosszúból lelövi a támadóját. Hamarosan elszökik Selbyvel, de állandó pénzhiány gyötri őket. Aileen  próbál becsületes szakmát találni, de nem tud, ezért egy újabb kuncsaftot talál. Azonban őt is lelövi.
Selbyvel nagy jövőt tervezgetnek bulikkal, de közben balesetet szenvednek. A veszekedés közben Aileen bevallja, hogy már két embert ölt meg. Lassan kibékülnek, de a rendőrség lassan kezdett rájönni az igazságra. Aileen még 2 férfit is lelő. De Selbynek kezdett elege lenni a gyilkosságsorozatból, ezért elmegy.
Aileen nem bírja feldolgozni az eseményeket, ráadásul elfogták a rendőrök. A rendőrök ultimátumot adnak Selbynek: ha nem akarja, hogy bűnrészességgel perbe fogják, segítsen nekik kiszedni Leeből a vallomást. Sikerül is neki, de Lee akkor még nem tudta, hogy Sel ezzel a rendőröket segíti. A bíróságon is ellene tanúskodott. Aileen Wournost a bíró halálra ítélte, s 12 év múlva, 2002-ben kivégezték. Sosem bocsátotta meg Selbynek, hogy elárulta.

## Szereplők
| Színész             | Szerep                                       | Magyar hang     |
| ------------------- | -------------------------------------------- | --------------- |
| Charlize Theron     | Aileen "Lee" Wuornos                         | Für Anikó       |
| Christina Ricci     | Selby Wall (a valóságban Tyria Moore)        | Simonyi Piroska |
| Bruce Dern          | Thomas                                       | Varga Tamás     |
| Lee Tergesen        | Vincent Corey (a valóságban Richard Mallory) | Bácskai János   |
| Annie Corley        | Donna                                        | Bessenyei Emma  |
| Pruitt Taylor Vince | Gene                                         |                 |
| Marco St. John      | Evan                                         |                 |
| Marc Macaulay       | Will / Daddy                                 | Kajtár Róbert   |
| Scott Wilson        | Horton                                       | Gruber Hugó     |

## Fontosabb díjak és jelölések
- Oscar-díj (2004)
  - díj: legjobb női főszereplő – Charlize Theron
- Golden Globe díj (2004)
  - díj: legjobb színésznő - drámai kategória – Charlize Theron
- Berlini Nemzetközi Filmfesztivál (2004)
  - díj: legjobb női főszereplő – Charlize Theron
  - jelölés: Arany Medve – Patty Jenkins